# Slavětín (Lounyi járás)
Slavětín település Csehországban, Lounyi járásban. Slavětín Obora, Počedělice, Peruc, Veltěže és Vrbno nad Lesy településekkel határos. Lakosainak száma 653 fő (2024. január 1.).

## Népesség
A település lakosságának változását az alábbi diagram mutatja:
| Lakosok száma | 689  | 693  | 853  | 655  | 495  | 423  | 542  | 572  | 614  | 653  |
|               | 1869 | 1890 | 1921 | 1950 | 1980 | 2001 | 2017 | 2019 | 2022 | 2024 |